# Oxera cauliflora
Espèce
Synonymes
- Oxera arborea Schltr.[2]
- Oxera baladica subsp. baladica[2]
- Oxera cauliflora Deplanche ex Dubard[2]
- Oxera schimperi Vieill. ex Guillaumin[2]

Statut de conservation UICN

 VU B1+2c : Vulnérable
Oxera cauliflora est une espèce de plantes à fleurs de la famille des Lamiaceae.

## Publication originale
- Bulletin de la Société Botanique de France 53: 715. 1906.